# 耀中國際學校
耀中國際學校（中學部）（英語：Yew Chung International School-Secondary）是一間位於香港九龍九龍塘的國際學校。早期（2002至2009年）校舍曾設於前柏立基教育學院教學大樓及教職員宿舍內，但已於2009年遷出及拆卸。而耀中國際學校的前身是耀中教育機構於1980年代之前，在旺角砵蘭街營辦的耀中小學及幼稚園。

## 著名／傑出校友
- 龍惠榆：前無綫新聞港聞組記者及明珠台新聞主播（2004年畢業）[2][3]
- 朱嘉望：香港女子劍擊運動員[4]
- 張可盈：中國演員及歌手
- 麥景榕：香港節目主持、前藝人陳復生女兒[5]
- 陳偉霆：香港男歌手、演員
- 黃文意：香港女主持及演員
- 高承殷：香港足球運動員[6]
- 楊培琳：2021年度香港小姐競選最上鏡小姐

## 香港傑出學生選舉
直至2018年（第33屆），在香港傑出學生選舉共出產1名傑出學生。

## 外部連結
- 學校官方網頁 （页面存档备份，存于）
- 九龍塘羅福道的1所私立獨立中學 （页面存档备份，存于）（立法會工務小組委員會文件）
- 訪問香港耀中國際學校中學部校長 （页面存档备份，存于）